# 奈良市立富雄第三小学校
奈良市立富雄第三小学校（ならしりつ とみおだいさんしょうがっこう）は、奈良県奈良市帝塚山南二丁目にある公立小学校。「富三」の愛称で親しまれている。

## 沿革
- 1976年4月1日 - 富雄北小学校・富雄南小学校の一部を統合して開校。
- 1977年3月3日 - 開校記念式典挙行　学校創立記念日に制定
- 1979年2月2日 - 小学校校歌制定
- 1986年3月1日 - 開校10周年記念式典挙行
- 1987年1月8日 - 小学校校旗完成披露
- 1988年2月4日 - 校訓碑完成
- 1996年3月2日 - 開校20周年記念式典挙行
- 2003年3月10日 - ビオトープ完成
- 2007年3月3日 - 開校30周年記念式典挙行
- 2009年4月1日 - 奈良市小中一貫教育パイロット校指定
- 2010年12月27日 - 中学校新校舎建設着工
- 2011年4月1日 - 小中一貫校となり、富雄第三中学校を併設。
- 2011年4月24日- 開校記念式典挙行
- 2012年3月 - 中学校校旗完成
- 2012年4月28日 - 竣工記念式典挙行

## 周辺
- 富雄第三幼稚園

## 通学区域が隣接している学校
- 奈良市立富雄南小学校
- 奈良市立三碓小学校
- 奈良市立鳥見小学校
- 生駒市立桜ヶ丘小学校
- 生駒市立生駒東小学校
- 生駒市立壱分小学校
- 生駒市立生駒南小学校
- 大和郡山市立矢田小学校